# Майкъл Смит (астронавт)
Вижте пояснителната страница за други личности с името Майкъл Смит.
Майкъл Джон Смит (на английски: Michael John Smith) e американски астронавт, пилот на фаталния полет на космическата совалка Чалънджър, мисия STS-51L.

## Образование
Майкъл Смит завършва колежа Beaufort High School в родния си град през 1963 г. През 1967 г. придобива бакалавърска степен инженер във Военноморската академия на САЩ, Анаполис, Мериленд. През 1968 г. става магистър по същата специалност в Института за следдипломна квалификация на USN, Монтерей, Калифорния.

## Военна кариера
След дипломирането си през 1969 г., Майкъл Смит постъпва на служба в USN. През май същата година става морски пилот. От април 1971 г. е зачислен в бойна ескадрила 52 (VA-52), оперираща със самолет А-6 Интрюдър. Ескадрилата е базирана на самолетоносача USS Kitty Hawk (CV-63). В продължение на две години участва във Виетнамската война. През 1974 г. завършва школа за тест пилоти в Мериленд. След завършване на школата е прехвърлен в бойна ескадрила 75 (VA-75), базирана на самолетоносача USS Saratoga (CV-60), опериращ в Средиземно море. В кариерата си има 4867 полетни часа на 28 различни типа самолети.

## Служба в НАСА
Майкъл Смит е избран за астронавт от НАСА на 29 май 1980 година, Астронавтска група №9. През август 1981 г. завършва курса на обучение и получава квалификация пилот на космически кораби от типа Спейс шатъл.

## Полет
| Космически полет на Майкъл Джон Смит         | Космически полет на Майкъл Джон Смит | Космически полет на Майкъл Джон Смит | Космически полет на Майкъл Джон Смит | Космически полет на Майкъл Джон Смит | Космически полет на Майкъл Джон Смит | Космически полет на Майкъл Джон Смит |
| №                                            | Дата                                 | КК                                   | Емблема на мисията                   | Функции                              | Продължителност                      |                                      |
| -------------------------------------------- | ------------------------------------ | ------------------------------------ | ------------------------------------ | ------------------------------------ | ------------------------------------ | ------------------------------------ |
| 1                                            | 28 януари 1986                       | „Чалънджър“, мисия STS-51L           |                                      | Пилот                                | 73 сек.                              |                                      |
| Сумарно време в космоса – 1 минута и 13 сек. |                                      |                                      |                                      |                                      |                                      |                                      |

- 73 сек. след старта космическата совалка Чалънджър се взривява. Майкъл Смит загива на 40 г. възраст заедно с останалите шестима членове от екипажа на космическия кораб.

## Награди
- На 23 юли 2004 г. Майкъл Смит получава (посмъртно) Космически медал на честта на Конгреса на САЩ – най-високото отличие в областта на аерокосмическите изследвания;
- Медал за изключителна служба (посмъртно);
- Летателен кръст за заслуги;
- Въздушен медал (3);
- Медал за похвала на USN;
- Почетен знак към Медала за похвала на USN;
- Кръст за храброст за участие във Виетнамската война.